# Cody Simpson
Cody Robert Simpson (* 11. Januar 1997 in Gold Coast) ist ein australischer R&B- und Pop-Sänger sowie ehemaliger Schwimmer. Er begann seine Karriere mit selbst erstellten Videos auf YouTube.

## Leben

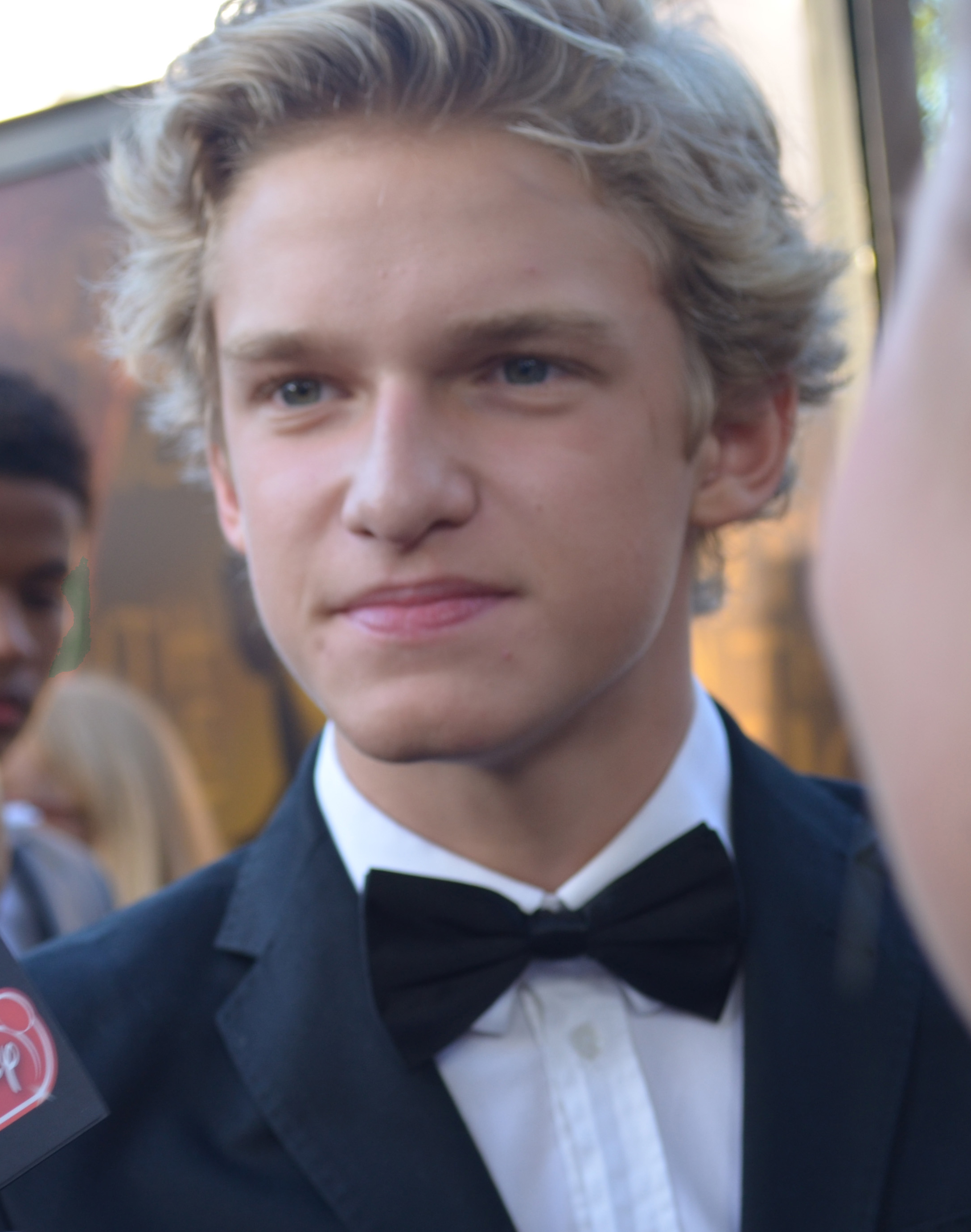
Cody Simpson (2012)

1997 wurde Cody Robert Simpson als Sohn von Brad und Angie Simpson in Gold Coast, Queensland geboren. Er hat eine jüngere Schwester und einen jüngeren Bruder. Mit sieben Jahren begann er, Gitarre zu spielen, und schrieb mit acht Jahren seine ersten Lieder. Haupteinflüsse seiner Musik sind Jack Johnson, John Mayer, Neil Young und Bob Dylan.
Seit 2010 wohnt Cody Simpson in Los Angeles. Von Oktober 2019 bis August 2020 war er mit Miley Cyrus liiert. Seit April 2022 ist er mit der australischen Schwimmerin Emma McKeon in einer Beziehung.

## Karriere

### Musik
Mit elf Jahren stellte er erstmals Videos seiner Musik auf YouTube. Bald darauf trat der Grammy-nominierte Musikproduzent Shawn Campbell, der auch Musik für Popstars wie Jay-Z und Missy Elliott geschrieben hat, mit Simpson in Kontakt und nahm mit ihm die Songs One und Perfect auf. Im Januar 2010 veranstaltete er sein erstes Meet and Greet in New York. Im Juni 2010 nahm er mit Flo Rida für Atlantic Records seine Songs Summertime und iYiYi auf. Noch im selben Monat erschien iYiYi als erste Single.
Im Juli und August 2010 reiste er mit anderen Künstlern im Rahmen der Camplified 2010 Tour durch die USA. Dies war Codys erste Tour. Im Dezember 2010 erschien seine erste EP 4U bei Atlantic Records. Von April bis Mai 2011 führte ihn die gemeinsam mit Greyson Chance unternommene Waiting-4-U-Tour durch Amerika. Im September 2011 erschien die EP Coast to Coast. Im Juni 2012 erschien die EP Preview to Paradise; die darauf enthaltenen Titel waren Teil des ersten Albums Paradise, das im Oktober 2012 veröffentlicht wurde. Von Juli bis September 2012 tourte Cody zusammen mit Big Time Rush durch die Vereinigten Staaten. Im November 2012 gastierte er im Rahmen von vier Konzerten in Großbritannien erstmals in Europa. Im Februar und März 2013 trat er erneut in England sowie in Dublin auf, anschließend in mehreren europäischen Städten, oft im Vorprogramm von Justin Bieber.
2014 trennte Cody Simpson sich von Atlantic Records, gründete kurze Zeit darauf sein eigenes Label Coast House und stellte sich auf Musik der Genres Rock und Americana um. Er selbst sagt zu seiner Entscheidung, dass er ursprünglich zu jung war, um wirklich eine Vorstellung davon zu haben, wie seine Musik klingen sollte. Anfang 2015 trat Cody Simpson beim Musikfestival SXSW auf. Sein Album Free, produziert bei Cisco Adler, erschien im Juli 2015. Er bezeichnete es als sein erstes richtiges Album. Das Cover der ersten Single des Albums, Flower, fotografierte seine Freundin Miley Cyrus in ihrem Garten in Los Angeles. Auf dem Album arbeitete er mit Donavon Frankenreiter und G. Love zusammen. Der Song Wilderness erschien in Zusammenarbeit mit der Surfrider Foundation.
Im September 2017 veröffentlichte Simpson mit seiner neuen Band als Cody Simpson & The Tide die EP Wave One. Zu der Band gehören, neben Sänger Simpson an der Gitarre, Reef Boii am Bass und Adrian Cota am Schlagzeug.

### Schwimmen
In Australien hat Cody Simpson mehrere Kinder-Rekorde im Schwimmen gebrochen und Meisterschaften gewonnen. Mit 13 Jahren entschied er sich für eine Musikkarriere. Er nahm dann aber an den australischen Schwimm-Qualifikationen für die Olympischen Sommerspiele 2020 teil. Mit der sechstschnellsten Zeit im Halbfinale qualifizierte er sich über 100 Meter Schmetterling für das Finale, in dem er als Letzter ins Ziel kam. Dass er überhaupt so weit gekommen war, erregte viel Aufsehen. In der Schwimmdoku Head Above Water (2021) war Cody einer der Protagonisten. Um sich für die Sommerspiele 2024 qualifizieren zu können, pausierte er mit seiner Musikkarriere. Nachdem er dieses Ziel wieder nicht erreichte, erklärte er seinen Abschied vom Schwimmsport.

## Diskografie

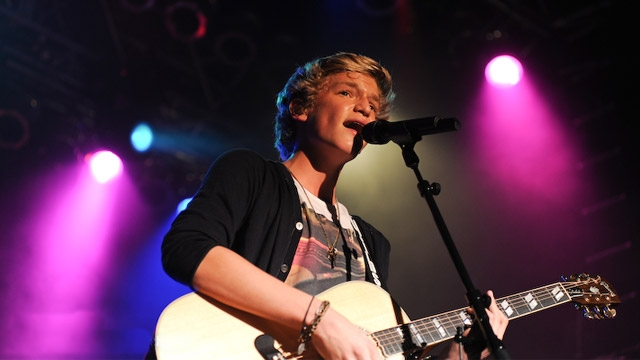
Simpson beim Konzert im House of Blues in Anaheim am 6. Oktober 2011

### Studioalben
- 2012: Paradise
- 2013: Surfers Paradise
- 2015: Free

### Kompilationen
- 2019: B-Sides (als Cody Simpson & The Tide)

### EPs
- 2010: 4U
- 2011: Coast to Coast
- 2012: Preview to Paradise
- 2013: The Acoustic Sessions
- 2017: Wave One
- 2018: Wave Two
- 2018: B-Sides
- 2019: B-Sides: We Had
- 2019: B-Sides: Part the Seas

### Mixtapes
- 2012: Angels & Gentlemen

### Singles
- 2010: iYiYi (feat. Flo Rida)
- 2011: All Day
- 2011: On My Mind
- 2011: Not Just You
- 2011: Angel
- 2012: Got Me Good
- 2012: Wish U Were Here (feat. Becky G)
- 2013: Pretty Brown Eyes (US: Gold)[10]
- 2013: Summertime of Our Lives
- 2013: La Da Dee (US: Gold)
- 2014: Love (feat. Ziggy Marley)
- 2014: Surfboard
- 2015: Home to Mama (mit Justin Bieber)
- 2015: Flower
- 2015: New Problems
- 2015: Thotful
- 2017: White Christmas (als Cody Simpson & The Tide)
- 2018: Underwater (als Cody Simpson & The Tide)
- 2019: Please Come Home for Christmas
- 2019: Golden Thing
- 2020: Captain’s Dance with the Devil

### Gastbeiträge
- 2012: They Don’t Know About Us (Victoria Duffield feat. Cody Simpson)

## Auszeichnungen und Nominierungen
| Jahr | Preis                                      | Kategorie                       |             |
| ---- | ------------------------------------------ | ------------------------------- | ----------- |
| 2010 | Nickelodeon Australian Kids Choice Awards  | Fresh Aussie Musos              | Gewinner    |
| 2010 | Breakthrough of the Year Awards            | Breakthrough Internet Sensation | Gewinner    |
| 2012 | Nickelodeon Australian Kids’ Choice Awards | Favorite Aussie Superstar       | Gewinner    |
| 2013 | Nickelodeon Australian Kids’ Choice Awards | Aussie’s Favorite Homegrown Act | Gewinner    |
| 2013 | Radio Disney Music Awards                  | Best Male Artist                | Nominierung |
| 2013 | Radio Disney Music Awards                  | Best Crush Song                 | Nominierung |
| 2013 | Radio Disney Music Awards                  | Fiercest Fans                   | Nominierung |
| 2013 | Young Hollywood Awards                     | Role Model Award                | Gewinner    |
| 2013 | MTV Europe Music Awards                    | Best Australia Act              | Gewinner    |
| 2013 | MTV Europe Music Awards                    | Best Worldwide Act              | Nominierung |
| 2013 | MTV Europe Music Awards                    | Artist on the Rise              | Nominierung |
| 2014 | Kids’ Choice Awards                        | Favorite Aussie Homegrown Act   | Gewinner    |
| 2014 | Radio Disney Music Awards                  | Best Male Artist                | Nominierung |
| 2014 | Radio Disney Music Awards                  | Song That Makes You Smile       | Nominierung |
| 2014 | World Music Awards                         | World’s Best Male Artist        | Nominierung |
| 2014 | Teen Choice Awards                         | Choice Music Breakout Artist    | Nominierung |
| 2014 | Oz Artist of the Year                      | Himself                         | Nominierung |
| 2015 | Huading Awards                             | International Male Artist       | Gewinner    |

## Veröffentlichungen
- Welcome to Paradise: My Journey. Harper Collins, 2013, ISBN 978-0-06-228117-3.